# Cimoliasaurus
Cimoliasaurus là một chi thằn lằn cổ rắn, được Leidy mô tả khoa học năm 1851.